# 21423 Credo
A 21423 Credo (ideiglenes jelöléssel 1998 FJ79) a Naprendszer kisbolygóövében található aszteroida. A LINEAR projekt keretében fedezték fel 1998. március 24-én.